# Nassella trichotoma
Nassella trichotoma es una especie forrajera, considerada maleza en Australia. Es originaria de Argentina, Uruguay, Chile y Perú.

## Taxonomía
Nassella trichotoma fue descrita por (Nees) Hack. & Arechav. y publicado en Anales del Museo Nacional de Montevideo 1(4): 336. 1896.
Sinonimia
- Agrostis trichotoma (Nees) Trin.
- Caryochloa trichotoma (Nees) Kuntze
- Oryzopsis trichotoma (Nees) Druce
- Piptatherum macratherum (Steud.) Nees ex B.D.Jacks.
- Piptochaetium trichotomum (Nees) Griseb.
- Stipa macrathera (Steud.) Speg. nom. illeg.
- Stipa tenella Godr.
- Stipa trichotoma Nees
- Urachne macrathera Steud.
- Urachne trichotoma (Nees) Trin.[2][3]